# Compagnie aérienne à bas prix
Une compagnie aérienne à bas prix, en abrégé compagnie à bas prix, est une compagnie aérienne qui, à la suite de l'abolition des règles limitant la concurrence, à partir de 1978 aux États-Unis, plus tard sur d'autres continents, s'est positionnée sur le créneau commercial du transport aérien à moindre prix (en anglais low cost) en limitant ou en supprimant les services annexes au sol et en vol.

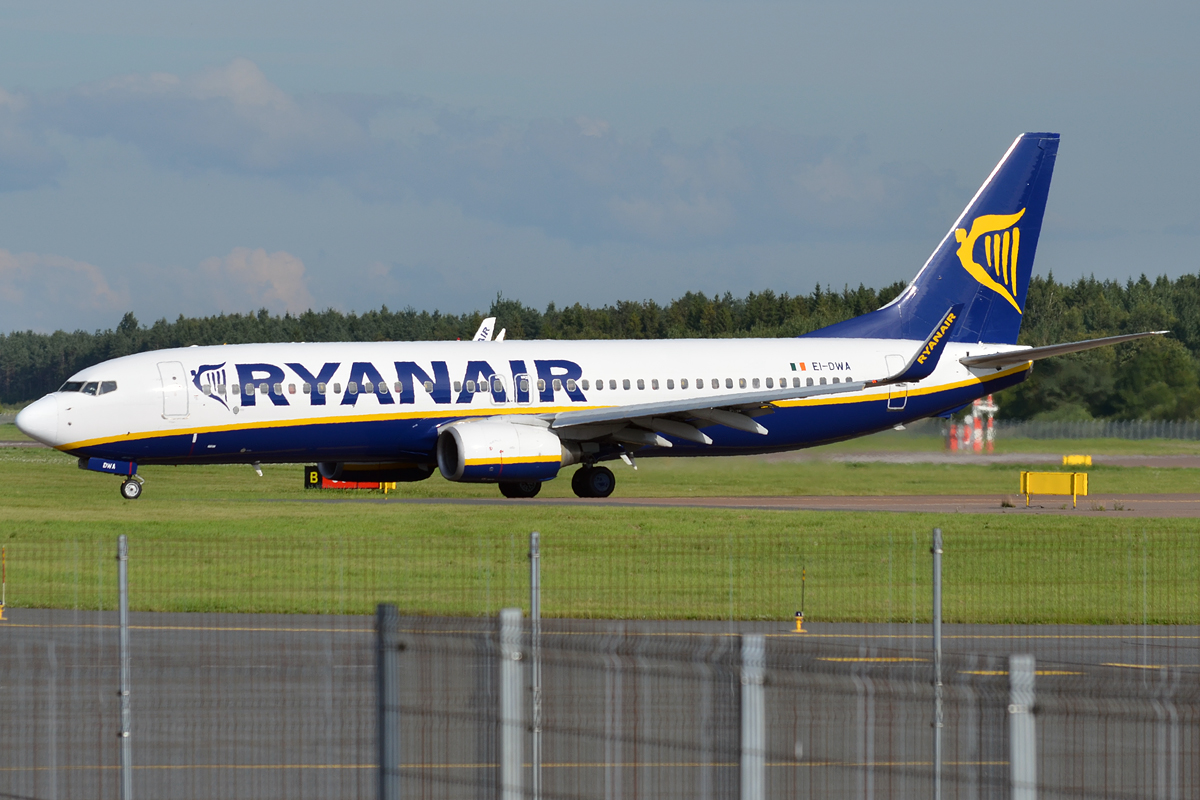
Avion appartenant à Ryanair, compagnie à bas coûts pionnière en Europe.

En parallèle, les compagnies de ce type ont adopté une structure de réseau reposant sur les liaisons de point à point, une flotte composée d'un seul type d'appareil, des personnels multi-fonctionnels, etc., leur permettant de réduire leurs coûts d'exploitation.

## Concept et histoire
Le marché du transport aérien le plus important est, au début du XXIe siècle, celui des États-Unis. Les concepts commerciaux utilisés influencent toujours largement les pratiques mondiales.

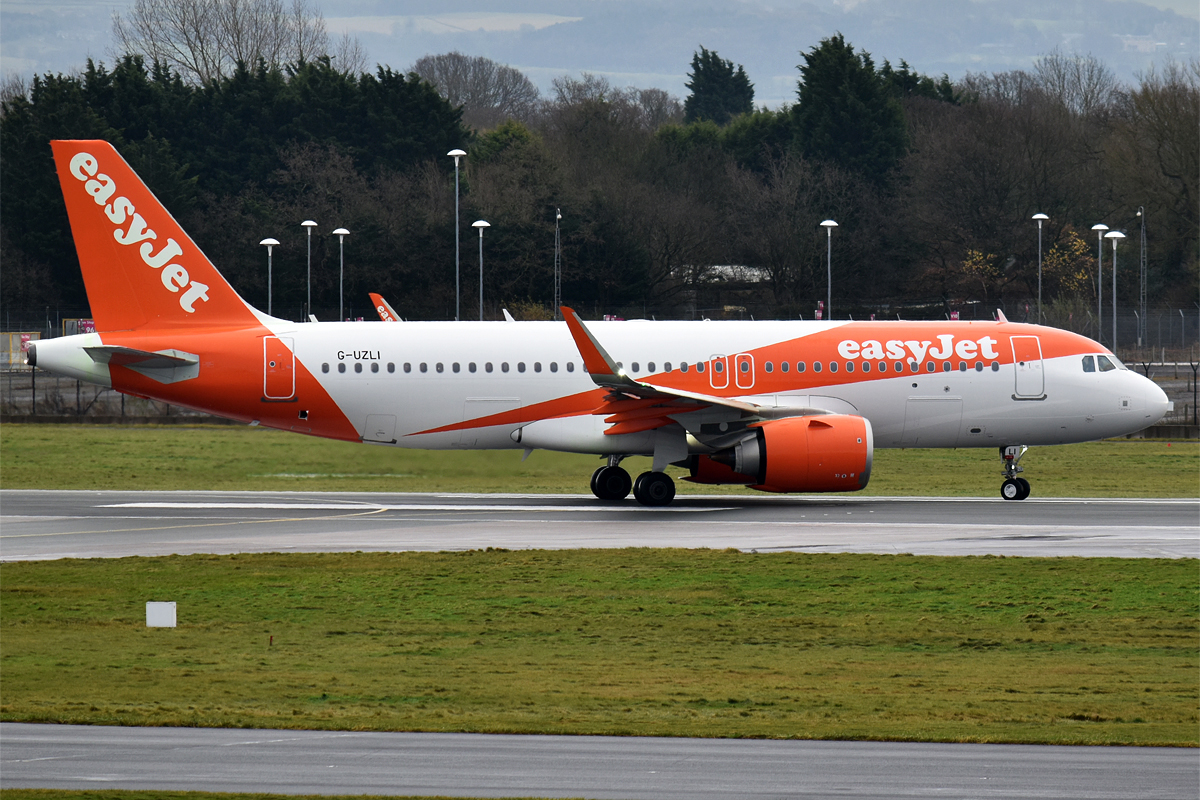
Un Airbus A320neo d'EasyJet, (G-UZLI)

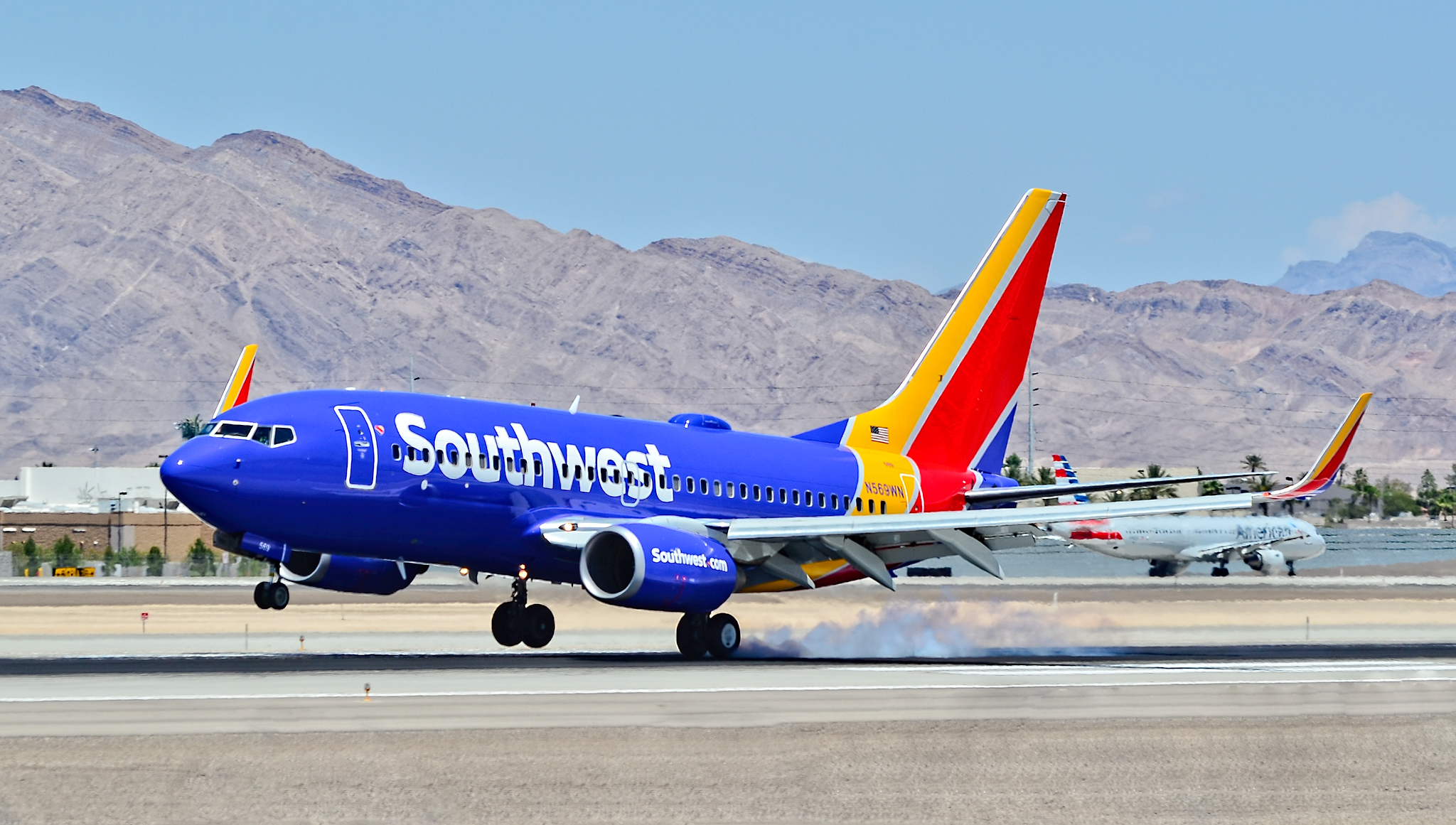
Southwest Airlines, première des compagnies aériennes américaines.

Jusqu'en 1978, date de la publication de la loi sur la déréglementation du transport aérien, le marché intérieur des États-Unis était soumis à une règlementation limitant la concurrence entre compagnies. Après cette date, les compagnies « classiques » se sont livrées à une guerre tarifaire sans toutefois modifier fondamentalement le service offert, voire en augmentant l'offre de services annexes. Des nouvelles compagnies se sont lancées sur un créneau différent : fourniture de l'offre de base - le transport - au tarif le plus bas possible, et frais supplémentaires pour chaque service annexe. La publicité et certains consommateurs n'ont retenu que la différence de prix, d'où le nom de « compagnie aérienne à bas prix » (en anglais low cost airline). D'autres pays ont suivi la voie de la déréglementation, les pays de l'Union européenne par exemple, abolissant les contrôles sur la concurrence en 1997.
La compagnie Laker Airways adopte en 1974 un positionnement à bas prix sur les trajets transatlantiques. La hausse des prix du kérosène causée par le premier choc pétrolier lui est cependant fatale.
Aux États-Unis, la compagnie Southwest Airlines est celle qui est le plus souvent créditée du label de la première des compagnies à bas prix ; elle y a gagné le sobriquet de peanuts airline (littéralement « compagnie aérienne à cacahuètes » car elle fournissait uniquement un sachet de cacahuètes à bord et que peanuts signifie au figuré « pour des clopinettes »). Le modèle a ensuite essaimé vers l'Europe. Les succès les plus notables étant la compagnie irlandaise Ryanair, qui entra dans ce marché en 1990 mais se cantonne initialement au marché irlandais et britannique. En 1997, la Commission européenne décide la fin du monopole sur les lignes intérieures, ce qui permet la forte croissance des compagnies à bas coût au début des années 2000.
En 2004, une vague de création de compagnies à bas prix en Asie du Sud-Est et en Australie comme Air Asia et Virgin Blue a encore une fois montré que le modèle à bas prix était applicable à peu près partout, bien que les zones déréglementées soient plus propices à son développement.

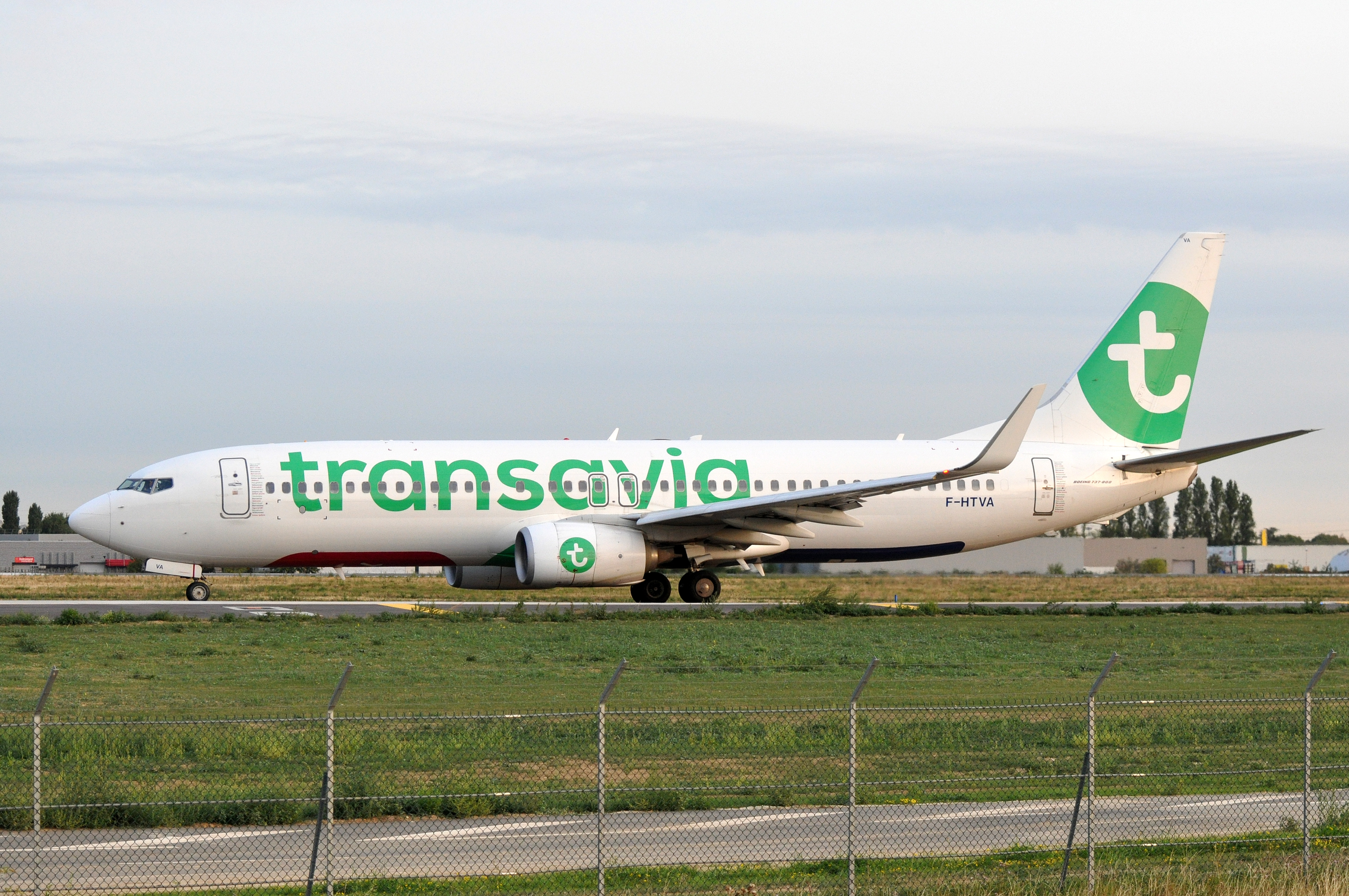
Transavia France.

Beaucoup de compagnies traditionnelles ont opté pour le lancement de leur propre filiale à bas prix : KLM a lancé Buzz, rachetée en 2003 par Ryanair[réf. nécessaire], British Airways a lancé Go Fly[réf. nécessaire], United Airlines a lancé Ted, et Air France a plus récemment étendu, au départ de l'aéroport de Paris-Orly, les services de Transavia, filiale du groupe Air France-KLM. En 2012, on dénombre plus de 2000 lignes à bas prix depuis et vers la France.
À la suite de la pandémie de Covid-19, les compagnies à bas coût se relancent plus vite et progressent en parts de marché,.

## Fonctionnement
Le modèle typique de la compagnie aérienne à bas prix est caractérisé par les points ci-dessous :

### Pour le passager
- Vente directe des billets, principalement via internet pour éviter les frais induits par les agences de voyage et les systèmes de réservation informatique ;
- billets non transférables, non échangeables, non remboursables ;
- vols directs uniquement, la compagnie n'assure pas les correspondances ou le transfert des bagages entre vols ;
- utilisation d'aéroports secondaires ou de terminaux plus spartiates ;
- procédures d'enregistrement simplifiées sans réservation de sièges ;
- limitation du nombre et du poids des bagages en cabine ;
- limitation en nombre et en poids, voire facturation, des bagages en soute ;
- aménagement de cabine « haute densité » ;
- repas ou prestations payants ;
- publicité à bord.

### Pour la compagnie
- Un seul type d'avion pour réduire les coûts d'entretien : la compagnie Ryanair opère ainsi uniquement des Boeing 737 ; la compagnie Vueling uniquement des Airbus A320[7] ;
- avions récents qui consomment moins de carburant[8] ;
- trajet de point à point. La compagnie n'assure pas les correspondances et n'effectue donc pas de transferts de bagages ;
- diminution du nombre d'employés, notamment par la numérisation des processus[9] ;
- peu ou pas de budget marketing ;
- choix d'aéroports secondaires moins chers et moins encombrés permettant des escales rapides (moins d'une heure) ;
- rotation au sol plus rapide par la simplification des procédures d'embarquement et la diminution du nombre de bagages à manipuler.

Les compagnies aériennes à bas prix s’efforcent de maximiser le temps de vol de leurs avions (uptime) en minimisant les temps morts (downtime) et les opportunités perdues. Elles ont un chiffre d'affaires par siège au kilomètre offert (SKO) inférieur aux compagnies traditionnelles, mais ce désavantage en matière de recettes est plus que compensé par la baisse des coûts. Chez Air France, le coût moyen SKO atteignait 10 à 12 centimes d'euro en 2014, alors qu'il n'était que de 3 à 4 centimes pour EasyJet et moins de 3 pour Ryanair.
La rentabilité de ces compagnies se fait sur la vente de suppléments, comme les bagages ou les repas, les billets en eux-mêmes étant à peine rentables[réf. nécessaire].

### Long courrier
Le modèle low cost a du mal à s'imposer dans les vols long courrier,.

## Modèles économiques
Selon le magazine TourMag, le secteur low cost est hétérogène, reposant sur au moins quatre modèles : le « low cost pur » (Ryanair) qui fait du prix bas son seul argument de vente ; le « middle cost » (le coût médian) Easyjet), qui décolle de grands aéroports et cible en partie la clientèle affaires ; le « low cost de créneau » (L’Avion) ; le « middle cost hybride » (le coût médian hybride) (Transavia), qui opère à la fois sur des lignes régulières et en charter.

## Statistiques

### Par région
Selon les données du consultant OAG, 36 % des capacités aériennes en Europe sont le fait des compagnies à bas coût en 2018, avec une croissance annuelle moyenne de 9,4 % sur les dix années précédentes.
Selon l'Organisation de l'aviation civile internationale, en 2012 la part des sièges assurés par des compagnies à bas coût était de 31 % aux États-Unis, 37 % en Europe, 23 % en Asie et 9 % en Afrique.

## Critiques

### Environnement
Selon l'économiste Tancrède Voituriez, « le coût du low cost dans le transport aérien n'inclut pas le prix de la pollution ». En effet, le transport aérien bénéficie d'un régime d'exception, car le kérosène n’est pas taxé en vertu de la convention de Chicago de 1944, et les billets d'avion sont exonérés de TVA dans la plupart des pays, de sorte que c'est un secteur où les émissions de CO2 sont subventionnées.

### Sécurité
Selon de nombreux experts en aéronautiques, la sécurité n’est pas sacrifiée par les compagnies à bas prix.
Qu’il s’agisse d’une compagnie à bas prix ou d’une compagnie classique, les règles en vigueur en matière de sécurité sont très précises. Celles-ci doivent remplir un cahier des charges bien défini. Par ailleurs, les autorités de sécurité aérienne auditent régulièrement la bonne application des règles de maintenance et les procédures de vols en vigueur.
L’Union européenne, par son Agence européenne de la sécurité aérienne (AESA), tient à jour une liste noire des compagnies aériennes interdites de vols dans l'espace européen. Ce texte permet de protéger les voyageurs en Europe de vols assurés par des compagnies qui ne respectent pas les mêmes règles de sécurité.
Les avions doivent être entretenus à un rythme défini, et puisque les avions volent plus souvent ils sont entretenus plus souvent. Les compagnies à bas coût utilisent les avions les plus récents qui sont ensuite rapidement revendus.
Pour réduire leurs coûts, les experts estiment que ces compagnies ne dérogent pas à l’exécution des règles de sécurité, mais mettent en place un système d’optimisation des coûts sur d’autres domaines : salaires plus bas, vente en ligne de billets, rotations plus régulières, avions plus modernes [précision nécessaire] donc moins coûteux.
Les pilotes de Ryanair dénoncent le manque de transparence de l'entreprise en matière de sécurité. Selon un rapport de l'aviation civile espagnole, des vols Ryanair s'étaient mis en danger en raison de l'habitude de la compagnie de n'emporter qu'une quantité minimale de carburant.

### Modèle social
Plusieurs mouvements de grève ont eu lieu,. Ryanair a été condamnée en France en 2013 pour infraction au code du travail,,.

### Aides de l'État
Plusieurs compagnies à bas coût bénéficient de subvention de la part de petits aéroports,. Selon une étude de Transport&Environment, 24 % des aéroports maintiennent leurs activités grâce à des subsides. Ryanair toucherait entre 800 millions et un milliard d'euros d'aides chaque année selon une estimation de la Commission européenne.